# Hyssopus ambiguus
Hyssopus ambiguus là một loài thực vật có hoa trong họ Hoa môi. Loài này được (Trautv.) Iljin ex Prochorov. & Lebel mô tả khoa học đầu tiên năm 1932.